# Адольфіно Каньєте
Адольфіно Каньєте (ісп. Adolfino Cañete; нар. 13 вересня 1956, Асунсьйон) — парагвайський футболіст, що грав на позиції півзахисника.
Виступав, зокрема, за «Феррокаріль Оесте», з яким став дворазовим чемпіоном Аргентини, а також національну збірну Парагваю, у складі якої був учасником чемпіонаті світу 1986 року та двух Кубків Америки.

## Клубна кар'єра
У дорослому футболі дебютував 1976 року виступами за команду «Рівер Плейт» (Асунсьйон), в якій провів один сезон, після чого перейшов в іншу місцеву команду «Соль де Америка». Разом з нею брав участь у турнірі Кубка Лібертадорес 1979 року, де його клуб вибув на груповому етапі.
Згодом з 1980 по 1984 рік грав у складі команди «Феррокаріль Оесте», з якою двічі, у 1982 та 1984 році, виборював титул чемпіона Аргентини. Він також брав участь з командою у турнірі Кубка Ліьертадоре 1983 року, але «Феррокаріль» вилетів на груповому етапі, посівши останнє місце у своїй групі.
Своєю грою за останню команду привернув увагу представників тренерського штабу мексиканського клубу «Крус Асуль», до складу якого приєднався 1984 року. Відіграв за команду з Мехіко наступні два сезони своєї ігрової кар'єри.
Протягом 1986—1987 років захищав кольори колумбійського клубу «Уніон Магдалена», після чого повернувся до Аргентини і виступав там за «Депортіво Мандію» та «Тальєрес».
1990 року уклав контракт з чилійським клубом «Кобрелоа», але того ж року знову відправився до Аргентини і став грати за «Ланус».
1991 року перейшов до іншого аргентинського клубу «Колон», за який відіграв 2 сезони. Більшість часу, проведеного у складі «Колона», був основним гравцем команди. Завершив професійну кар'єру футболіста виступами за команду «Колон» у 1993 році.

## Виступи за збірну
1985 року дебютував в офіційних матчах у складі національної збірної Парагваю, а наступного року поїхав з нею на чемпіонат світу 1986 року у Мексиці, де Парагвай вийшов до 1/8 фіналу, а Каньєте зіграв у всіх чотирьох іграх — проти Іраку (1:0), Мексики (1:1), Бельгії (2:2) та Англії (0:3).
Надалі у складі збірної був учасником розіграшу Кубка Америки 1987 року в Аргентині, де Парагвай вибув на груповому етапі, а Каньєте зіграв у обох іграх — проти Болівії (0:0) та Колумбії (0:3), а також розіграшу Кубка Америки 1989 року у Бразилії, де Парагвай посів четверте місце. Каньєте зіграв у п'яти іграх — у трьох матчах групового етапу проти Перу (5:2, забив 2 голи), Колумбії (1:0) та Венесуели (3:0) та у двох матчах на фінальному етапі проти Уругваю (0:3) та Бразилії (0:3).
Загалом протягом кар'єри у національній команді, яка тривала 5 років, провів у її формі 29 матчів, забивши 3 голи.

## Титули і досягнення
- Чемпіон Аргентини (2):

«Феррокаріль Оесте»: Насьйональ 1982, Насьйональ 1984